# 安城市立二本木小学校
安城市立二本木小学校（あんじょうしりつ にほんぎしょうがっこう）は、愛知県安城市緑町にある公立小学校。

## 歴史

### 沿革
安城市立安城中部小学校のマンモス校化を解消するため、1972年（昭和47年）4月1日に安城市立安城中部小学校二本木分校として開校した。1973年（昭和48年）4月1日には安城市立二本木小学校に改称して独立し、安城市14番目の小学校となった。1988年（昭和63年）には学区内に東海道新幹線の三河安城駅が設置され、学区内で都市計画事業が進行するとともに、児童数が急増した。このため、2002年（平成14年）には安城市立三河安城小学校を分離し、2006年（平成18年）には安城市立梨の里小学校を分離している。

### 年表
- 1972年（昭和47年）4月1日 - 安城市立安城中部小学校二本木分校として開校[1]。
- 1973年（昭和48年）4月1日 - 現在地に校舎とプール竣工[1]。安城市立二本木小学校に改称[1]。
- 1974年（昭和49年） - 校歌制定[1]。体育館竣工[1]。
- 1982年（昭和57年） - 開校10周年記念式典[1]。
- 1992年（平成4年） - 開校20周年記念式典[1]。
- 2002年（平成14年）4月1日 - 安城市立三河安城小学校を分離[1]。
- 2002年（平成14年） - 開校30周年記念式典[1]。
- 2006年（平成18年）4月1日 - 安城市立梨の里小学校を分離[1]。
- 2009年（平成21年） - 読書活動優秀実践校として文部科学大臣表彰[1]。
- 2012年  (平成24年) - 開校40周年記念式典[1]。
- 2022年 (令和4年) - 開校50周年記念式典[1]。

### 児童数の変遷
『愛知県小中学校誌』（2018年）によると、児童数の変遷は以下の通りである。
| 1972年（昭和47年） | 299人  |  |
| 1977年（昭和52年） | 965人  |  |
| 1987年（昭和62年） | 1243人 |  |
| 1997年（平成9年）  | 829人  |  |
| 2007年（平成19年） | 870人  |  |
| 2017年（平成29年） | 787人  |  |

### 出身人物
- 谷本歩実 - オリンピック金メダリスト
- ゆめまる - YouTuber、東海オンエアのメンバー

## 学区
学区は安城市の西部に位置し、西側は刈谷市と境界を接している。二本木町・三河安城本町・美園町・緑町を通学区域とする。
- 二本木町
- 三河安城本町
- 美園町
- 緑町

## 進学先
- 安城市立安城西中学校 - 美園町以外の各町
- 安城市立篠目中学校 - 美園町